# Kirchberg und Kochhartgraben
Kirchberg und Kochhartgraben ist ein Landschaftsschutzgebiet (Schutzgebietsnummer 4.16.001) im Landkreis Tübingen. 

## Lage und Beschreibung
Das Schutzgebiet liegt westlich des Ammerbucher Ortsteils Reusten.
Es dient als Ergänzungsbereich für das Naturschutzgebiet Nr. 4265 Kochhartgraben und Ammertalhänge, das es zwischen Reusten und der A 81 nördlich und südlich begrenzt. Es gehört zum Naturraum 122-Obere Gäue innerhalb der naturräumlichen Haupteinheit 12-Neckar- und Tauber-Gäuplatten. 

## Schutzzweck
Der Bergrücken des Kirchbergs über dem Ammertal ist kulturhistorisch bedeutsam, seine Abhänge liegen im Landschaftsschutzgebiet. An den steilen Muschelkalk-Südhängen des Kochhartgrabens gedeihen auf sonnigwarmen, trockenen und flachgründigen Standorten mehrere geschützte Pflanzenarten. 